# Andreas Busse
Pour les articles homonymes, voir Busse.
Andreas Busse (né le 6 mai 1959 à Dresde) est un athlète représentant l'Allemagne de l'Est, spécialiste du demi-fond.

## Biographie
En 1974, dans sa quinzième année (catégorie Minime), il courait déjà le 800 m en 1 min 50 s 6 et le 1 000 m en 2 min 26 s 3. 
Ses meilleurs temps en catégorie junior sont :
- sur 800 m, 1 min 45 s 45 à Ostrava le 7 juin 1978, record d'Europe junior,
- sur 1 000 m, 2 min 15 s 25 à Berlin le 31 juillet 1983, avec 2 min 18 s 31, il est l'actuel recordman d'Europe junior,
- sur 1 500 m, 3 min 37 s 54 à Helsinki, le 13 août 1983 lors des 1ers Championnats du monde. Il améliore ensuite cette performance à Potsdam en 1984 en	3 min 34 s 10.

Il termine quatrième du 1 500 mètres et cinquième du 800 mètres aux Jeux olympiques d'été de 1980. Il remporte la médaille d'or des Jeux de l'Amitié en 1984.

### Palmarès
| Date | Compétition                    | Lieu     | Résultat | Épreuve | Performance   |
| ---- | ------------------------------ | -------- | -------- | ------- | ------------- |
| 1977 | Championnats d'Europe juniors  | Donetsk  | 1er      | 800 m   | 1 min 47 s 8  |
| 1978 | Championnats d'Europe          | Prague   | 6e       | 800 m   | 1 min 47 s 1  |
| 1980 | Jeux olympiques                | Moscou   | 5e       | 800 m   | 1 min 46 s 81 |
| 1980 | Jeux olympiques                | Moscou   | 4e       | 1 500 m | 3 min 40 s 17 |
| 1981 | Championnats d'Europe en salle | Grenoble | 4e       | 800 m   | 1 min 48 s 82 |
| 1982 | Championnats d'Europe          | Athènes  | 11e      | 1 500 m | 3 min 44 s 50 |
| 1983 | Championnats du monde          | Helsinki | 7e       | 1 500 m | 3 min 43 s 72 |
| 1983 | Coupe d'Europe des nations     | Londres  | 2e       | 1 500 m | 3 min 43 s 12 |
| 1984 | Jeux de l'Amitié               | Moscou   | 1er      | 1 500 m | 3 min 36 s 65 |

### Records
| Épreuve      | Performance   | Lieu    | Date            |
| ------------ | ------------- | ------- | --------------- |
| 800 mètres   | 1 min 44 s 72 | Potsdam | 10 mai 1982     |
| 1 500 mètres | 3 min 34 s 10 | Potsdam | 21 juillet 1984 |